# Miss Andy
Pour plus de détails, voir Fiche technique et Distribution.
Miss Andy (迷失安狄) est un film taïwanais et malaisien réalisé par Teddy Chin, sorti en 2020. Il est présenté le 11 mars 2020 au festival du film asiatique d'Osaka.

## Synopsis
Evon a d'abord été connue sous le nom d'Andy. C'est une femme trans d'une cinquantaine d'années. Elle a transitionné tardivement, après avoir perdu sa femme, son emploi et sa famille. Elle est en butte aux préjugés de la société, entre discrimination à l'emploi et menaces de mort. Un jour, elle rencontre une femme et son fils, des réfugiés vietnamiens, qu'elle va aider et avec qui elle va se lier d'amitié.

## Distribution
- Lee Lee-zen : Evon
- Ruby Lin : Sophia
- Jack Tan : Teck
- Kyzer Tou : Kang
- Sathisvaran
- Kendra Sow

## Récompenses
- Golden Horse Film Festival and Awards 2018 : prix de la création MME pour la promotion de projets de films[2]